# Enseñanzas artísticas
Enseñanzas artísticas son el conjunto de enseñanzas dictadas en la educación española formado por las de Artes Plásticas y Diseño, Restauración y Conservación, Música, Canto, Danza y Arte Dramático. Hasta la promulgación de la LOGSE en 1990 no se incorporaron de manera efectiva al sistema general de educación.